# 서울 금성당
서울 금성당(서울 錦城堂)은 서울특별시 은평구 진관동에 있는 조선시대의 전통적 당집이다. 2008년 7월 22일 대한민국의 국가민속문화재 제258호 금성당(錦城堂)으로 지정되었다가, 2017년 7월 28일 서울 금성당(서울 錦城堂)(Geumseongdang Shrine, Seoul)으로 문화재 명칭이 변경되었다.

## 개요
1880년대 초반 이전에 건립한 것으로 추정되는 조선후기의 전통적 당집 양식으로서, 19세기 서울ㆍ경기지역 민간 무속신앙의 한 단면을 볼 수 있는 민속문화재이며, 금성대군(1426～1457)의 영혼을 위무하려고 세운 굿당으로서 무신도와 각종 무구류(巫具類) 등이 잘 보존되어 있는 등 그 희귀성과 건축사적 중요성도 대단히 높아 문화재적 가치가 높다.

## 같이 보기
- 금성대군

## 참고 자료
- 서울 금성당 - 국가유산청 국가유산포털